# Herbert Ninaus
Herbert Ninaus (Voitsberg, 1937. március 31. – Sydney, Ausztrália, 2015. április 24.) osztrák-ausztrál labdarúgócsatár.
Az osztrák válogatott tagjaként részt vett az 1958-as labdarúgó-világbajnokságon.